# Col de Taraz
Le col de Taraz (persan : گردنه تاراز, Gardane-ye Tārāz ou Keft-e Tārāz en lori), est avec 2 220 m d'altitude un col routier d'Iran. Situé dans les monts Zagros, dans le massif de Taraz sur la route entre Shahrekord et Masjed Soleiman, il permet de relier les provinces de Tchaharmahal-et-Bakhtiari et du Khouzistan.
Le col est situé dans le district de Chelo dans la préfecture d'Andika, près de la frontière avec le district de Bazoft et est dominé par le massif de Taraz.

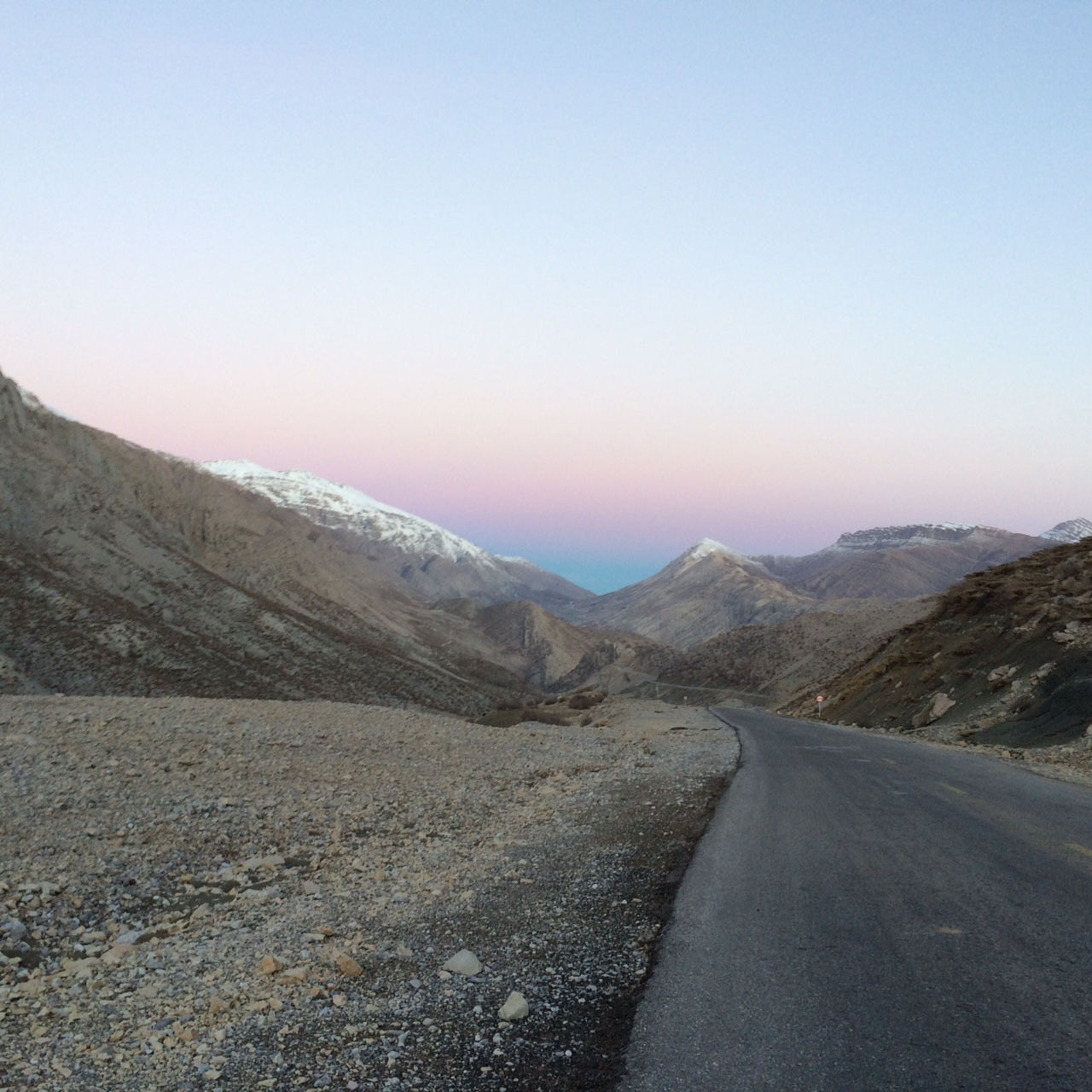
Vue du col de Taraz.
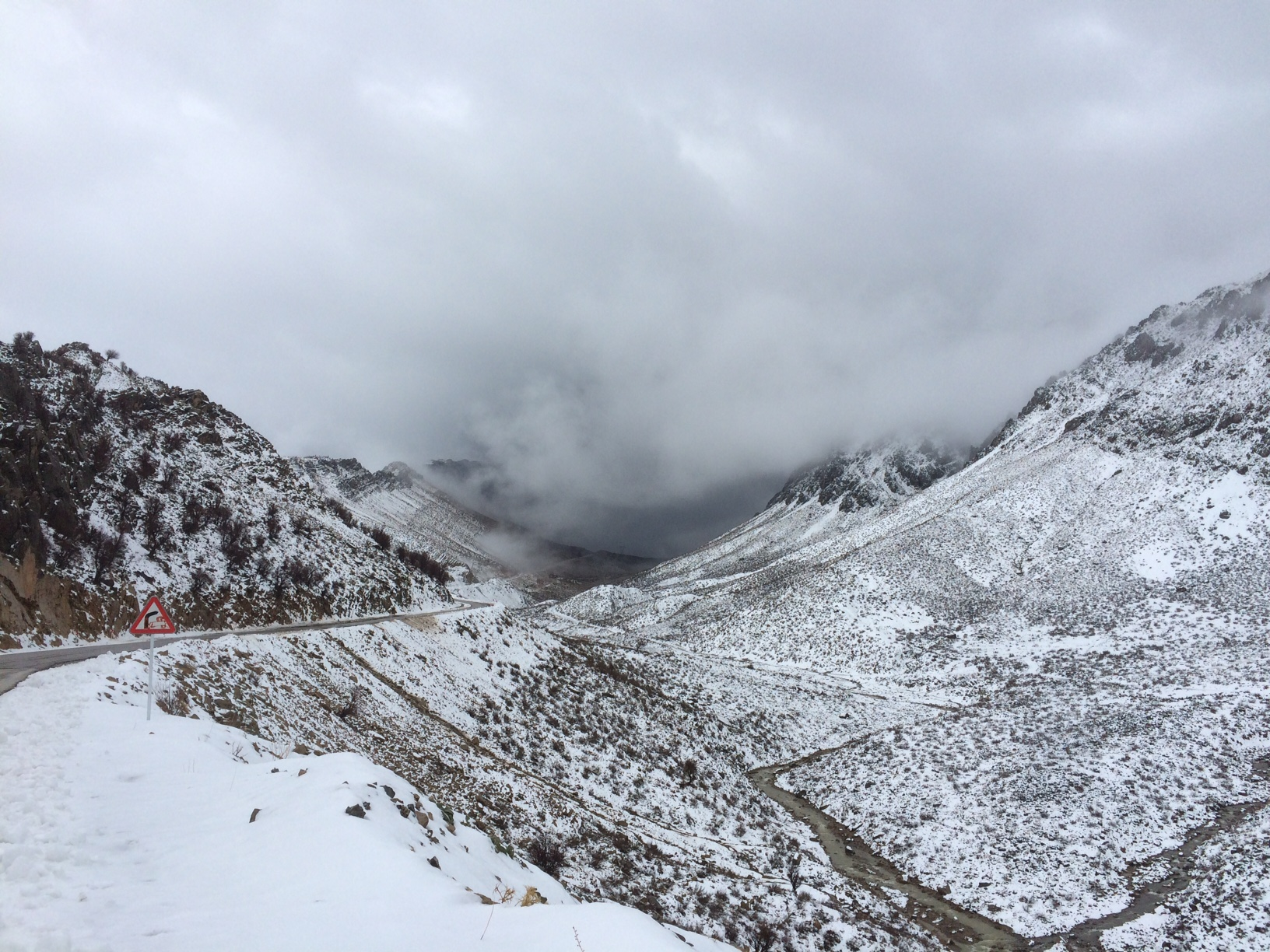
Le col de Taraz sous la neige en hiver.